# Ocala, Florida
Ocala (/ oʊˈkælə / oh-KAL-ə) là một thành phố nằm ở phía Bắc Florida. Theo điều tra dân số năm 2013 được ước tính bởi Cục điều tra dân số Hoa Kỳ, dân số của Ocala là 57.468. Ocala là thành phố đông dân thứ 45 ở Florida.

Đây là chỗ của Hạt Marion và thành phố chính của Ocala, khu vực theo thống kê của đô thị Florida có dân số ước tính năm 2013 là 337.362 người.

## Lịch sử
Khảo sát khảo cổ học đã tiết lộ rằng khu vực này là nơi sinh sống của các nền văn hóa khác nhau của các dân tộc bản địa từ đầu năm 6500 trước Công nguyên và có hai thời gian dài bị chiếm đóng.Trong thời gian lịch sử đầu, Timucua sinh sống trong khu vực.
Ocala nằm gần khu vực được cho là địa điểm của Ocale hoặc Ocali, một ngôi làng lớn và là chủ tịch của Timucua được ghi lại vào thế kỷ 16. Thành phố hiện tại lấy tên từ ngôi làng lịch sử, cái tên được cho là có nghĩa là "Big Hammock" trong ngôn ngữ Timucua. Chuyến thám hiểm của người Tây Ban Nha Hernando de Soto đã ghi lại Ocale năm 1539 trong suốt cuộc thăm dò của ông thông qua ngày nay là miền đông nam Hoa Kỳ. Ocale không được đề cập bởi người Tây Ban Nha sau này; nó dường như đã bị bỏ rơi sau vụ tấn công de Soto.
Vào cuối thế kỷ XVIII và đầu thế kỷ XIX, người dân Creek và những người Mỹ bản xứ khác và những người Mỹ gốc Phi tự do và chạy trốn tìm nơi ẩn náu ở Florida. Người Seminole được hình thành từ đây. Sau khi cai trị thuộc địa nước ngoài chuyển giữa Tây Ban Nha và Anh và ngược lại, vào năm 1821 Hoa Kỳ mua lại lãnh thổ Florida. Sau khi chiến tranh ở phía bắc, năm 1827 Quân đội Hoa Kỳ đã xây dựng Fort King gần khu vực Ocala hiện tại như một vùng đệm giữa Seminole, người đã chiếm đóng khu vực này và những người định cư da trắng đã di chuyển vào khu vực. Pháo đài là một căn cứ quan trọng trong Chiến tranh Seminole lần thứ hai và sau đó phục vụ vào năm 1844 như tòa án đầu tiên cho Hạt Marion.
Thành phố Ocala hiện đại, được thành lập năm 1849, được xây dựng xung quanh khu vực pháo đài. Đại dương Ocala được gọi là "Vương quốc Mặt Trời". Các đồn điền và phát triển nông nghiệp khác phụ thuộc vào lao động nô lệ là phổ biến trong khu vực. Ocala là một trung tâm quan trọng của sản xuất cam quýt cho đến khi Great Freeze 1894–1895.
Dịch vụ đường sắt đến Ocala vào tháng 6 năm 1881, khuyến khích phát triển kinh tế với việc tiếp cận thị trường sản phẩm tốt hơn. Hai năm sau, phần lớn khu vực trung tâm thành phố Ocala bị phá hủy bởi lửa vào ngày Lễ Tạ Ơn, năm 1883. Thành phố khuyến khích xây dựng lại bằng gạch, đá granit và thép thay vì gỗ xẻ. Vào năm 1888, Ocala được biết đến trên toàn tiểu bang là "Thành phố Gạch".

## Chính phủ và các chính sách
Ocala được điều hành bởi một hội đồng thành viên gồm 5 thành viên và một thị trưởng, tất cả đều được bầu trên cơ sở không đảng phái. Nó có một hình thức quản lý hội đồng của chính phủ, dựa vào một người quản lý được thuê bởi thành phố. Người quản lý thành phố xử lý hầu hết các vấn đề hành chính và tài chính.
Mặc dù một phần lớn các cử tri đăng ký của thành phố là đảng Dân chủ, cử tri Ocala đã bầu nhiều đảng Cộng hòa đến văn phòng. Nhiều người da trắng bảo thủ đã chuyển sang Đảng Cộng hòa kể từ cuối thế kỷ 20.

## Địa lý
Ocala nằm ở 29 ° 11′16 ″ N 82 ° 07′50 ″ W.
Theo Cục Thống Kê Dân số Hoa Kỳ, thành phố có tổng diện tích 38,63 dặm vuông (100,1 km2) gồm tất cả đất đai. Các trang trại xung quanh nổi tiếng với những con ngựa thuần chủng, trong địa hình tương tự như Kentucky bluegrass. Ocala cũng được biết đến với Silver Springs, Florida, một trong những khu vực suối nước nóng lớn nhất thế giới và Silver Springs Nature Theme Park, một trong những điểm du lịch sớm nhất ở Florida.
Sông Ocklawaha dài 110 dặm (180 km) chảy về phía bắc từ miền Trung Florida cho đến khi nó hòa với sông St. Johns gần Palatka, Florida.
Hạt Marion cũng là nơi có Rừng Quốc gia Ocala được thành lập vào năm 1908 và hiện là khu rừng quốc gia lớn thứ hai trong bang. Đường mòn Florida, còn được gọi là Đường mòn cảnh quan quốc gia Florida, cắt ngang qua Rừng Quốc gia Ocala. Silver Springs State Park được thành lập như Silver River State Park vào năm 1987, ngoài vùng đất mà tiểu bang mua quanh điểm thu hút của Silver Springs để loại bỏ nó khỏi sự phát triển. Nhà nước đã tiếp quản Silver Springs vào năm 1993 và đưa nó vào công viên vào năm 2013.

### Khí hậu
Ocala có hai mùa rõ rệt: mùa khô (tháng 10 - tháng 5) và mùa mưa (tháng 6 - tháng 9). Vào mùa khô, hầu như không bị gián đoạn ánh nắng mặt trời với lượng mưa rất ít. Trong mùa mưa, giông bão buổi chiều xuất hiện hàng ngày. Những cơn bão này thường nghiêm trọng (không chính thức, Ocala được biết là có nhiều đám mây trên mặt đất hơn mỗi dặm vuông so với bất kỳ thành phố nào khác trên thế giới). Nhiệt độ thấp buổi sáng điển hình trong mùa mưa dao động khoảng 70 và nhiệt độ cao ban ngày điển hình là vào khoảng 90. Do thành phố tương đối xa nên chịu ảnh hưởng vừa phải của Đại Tây Dương và Vịnh Mexico, nhiệt độ cao vào mùa hè của Ocala thường cao nhất trong tiểu bang trong khi nhiệt độ ban đêm mùa đông thường thấp nhất so với các thành phố khác trên bán đảo.

## Dân cư
Theo điều tra dân số năm 2010 đến năm 2014, Ocala có 63,3% người Mỹ gốc Phi, 20,4% người Mỹ gốc Phi, 11,7% người gốc Tây Ban Nha hoặc người La tinh, 2,6% người châu Á, 2% tất cả những người khác. Theo điều tra dân số năm 2000, có 45.943 người, 18.646 hộ gia đình và 11.280 gia đình cư trú trong thành phố. Mật độ dân số là 1.189,2 mỗi dặm vuông (459,2 / km2). Có 20.501 đơn vị nhà ở với mật độ trung bình là 530,7 mỗi dặm vuông (204,9 / km2). Tỷ lệ chủng tộc của thành phố là 72,86% người da trắng, 22,14% người Mỹ gốc Phi, 0,36% người Mỹ bản xứ, 1,22% người châu Á, 0,02% người Thái Bình Dương, 1,81% từ các chủng tộc khác và 1,59% từ hai hoặc nhiều chủng tộc. Tây Ban Nha hoặc La tinh của bất kỳ chủng tộc nào là 5,74% dân số.
Có 18.646 hộ gia đình. 40,9% là các cặp vợ chồng chung sống với nhau, 15,9% là phụ nữ đơn thân, và 39,5% là không phải là gia đình. 33,0% hộ gia đình được tạo thành từ các cá nhân và 15,0% có người sống một mình 65 tuổi trở lên. Quy mô hộ trung bình là 2,29 và quy mô gia đình trung bình là 2,91.
Trong thành phố, dân số được chia ra với 23,2% dưới 18 tuổi, 9,3% từ 18 đến 24, 26,2% từ 25 đến 44, 20,9% từ 45 đến 64 và 20,4% từ 65 tuổi trở lên. Độ tuổi trung bình là 39 tuổi. Cứ 100 phụ nữ thì có 89,7 nam giới. Cứ 100 nữ từ 18 tuổi trở lên, có 85,5 nam giới.